# 피폭자

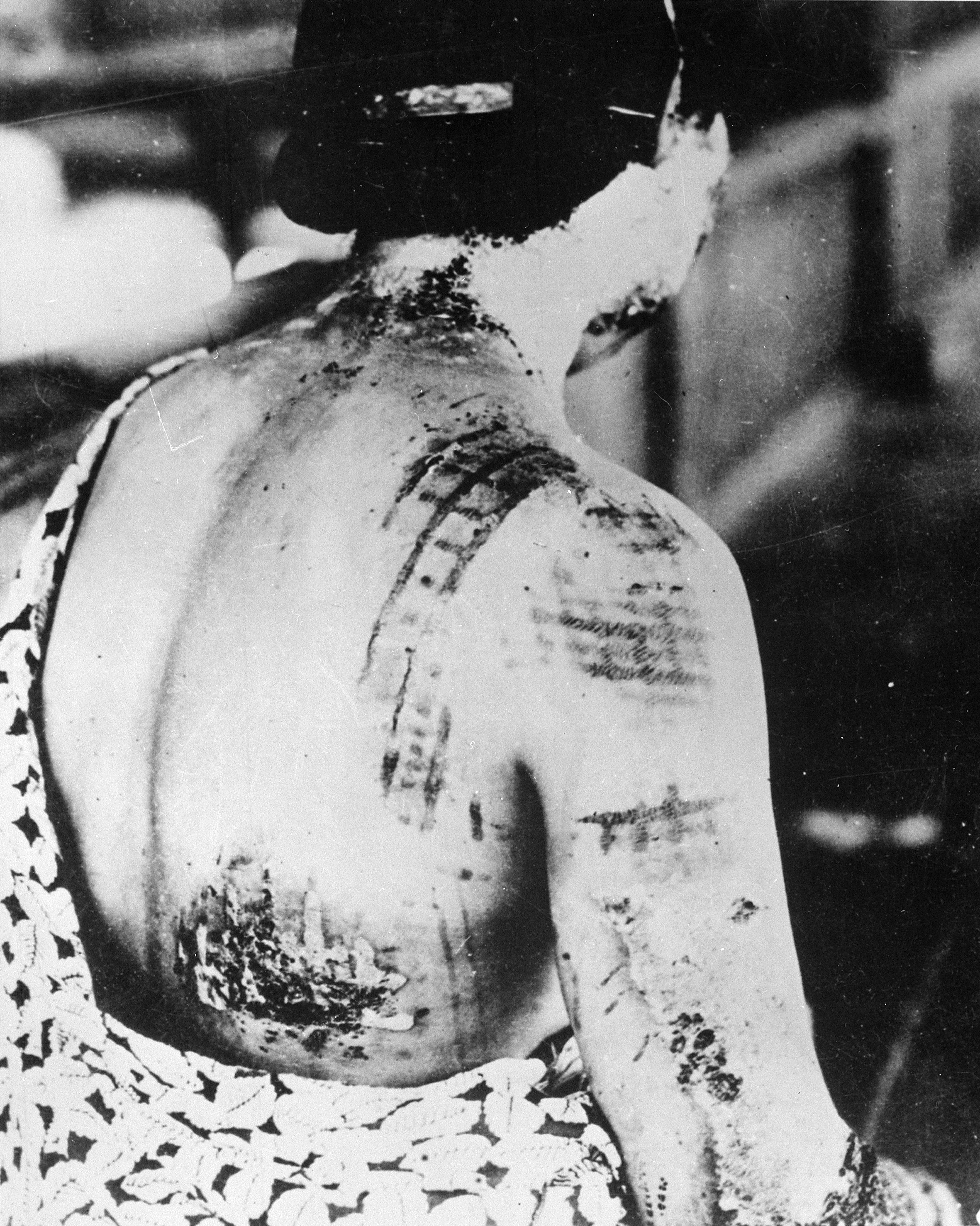

피폭자(被爆者)는 원자 폭탄의 폭격을 받았거나, 또는 그때 생기는 방사능으로 피해를 입은 사람을 말한다. 피폭자라는 말은 “폭발로 피해를 본 사람”을 뜻하며, 폭격이 아닌 단순한 “핵반응에 따른 폭발”에 따라 피해를 본 사람도 뜻할 수 있다. 주로 제2차 세계대전 당시에 일본의 도시에 있다가 피폭되어 원자병을 앓게 된 사람을 가리키나, 간혹 체르노빌 원자력 발전소 사고와 같은 핵 관련 시설에서의 방사능 누출 사고의 피해자를 일컫는 켱우도 있다.

## 피폭자 사례

### 제2차 세계 대전 당시의 피폭자
제2차 세계 대전 당시 미국의 대통령이었던 해리 S. 트루먼이 자국이 보유하고 있던 원자 폭탄 2기의 사용을 명령하면서, 일본의 히로시마와 나가사키에 원자폭탄이 투하되어, 약 20여만 명의 사망자 및 부상자가 발생했다. 전쟁 초기 히로시마의 인구는 381,000명으로 최대인구를 달성했지만 원자 폭탄이 투하된 후 주민들의 대부분이 사망하거나 인근 지역으로 소개되어 도시의 인구가, 히로시마시의 대대적인 복구작업이 있을 때까지 꾸준히 줄어들었다. 원폭 투하 당시 인구는 대략 340,000명에서 350,000명을 웃돈 것으로 예상되고 있으나, 공식 문서가 소멸했기 때문에, 정확한 수치는 알기 어려우며, 그 당시 어느 정도의 피폭자가 발생했는지도 명확하게 알 수 없다. 원자 폭탄의 투하가 있은 후 2개월에서 4개월 동안, 히로시마에서는 90,000명에서 166,000명에 이르는 사망자가, 나가사키에선 60,000명에서 80,000명에 이르는 사망자가 집계됐으며, 그 중, 각 도시 사망자의 절반은 원폭투하 당일에 집계된 것이다. 히로시마 의료기관은 원폭투하로 인해 60%가 섬광화상으로, 30%가 건물의 붕괴로 인한 사고로, 10%가 그 외 다른 원인으로 사망했다고 보고했다. 이 보고가 있은 후 다음 달에 많은 사망자가 발생했는데, 원폭 투하로 인한 후폭풍과 피폭, 그 외 다른 질병 합병증과 부상으로 인해 일어난 것이었다. 미국에선 이 사건을 최단기간에 수많은 사망자를 발생시킨 사건으로 평가했으며, 15~20%가 피폭으로, 20~30%가 섬광화상으로, 50~60%가 질병과 부상으로 인해 사망했다고 보고했다. 사망자나 피폭자들 중 대부분은 보통 시민들이었다. 당시 일본에 강제 징용 되어서 히로시마나 나가사키 등지로 징용되어 현지의 군수공장 등에서 노동력을 착취당하며 살고 있던 많은 재일 한국인들도 피해를 입었으나, 일본 정부는 재외피폭자라는 이유로 한국인 피폭자에 대한 보상을 거부했다. 이들은 한국과 일본 양국 모두에게 아무런 보상도 받지 못했었지만 대한민국 정부와 일본 정부에 지원을 요구하는 목소리는 계속 높아지고 있다. 그러나 이들에 대한 일본 국적을 보유한 피폭자와의 차별은 많이 줄었으나, 아직도 완전히 동일하지는 않다. 일본 정부는 일본 국내의 피폭자에 대해서는 원폭피폭자원호법에 따라 보상하고 있다.

### 체르노빌 원자력 발전소 사고의 피폭자
체르노빌 원자력 발전소 사고(이하 체르노빌 사고)의 피폭자들은 대부분 사고가 일어난 체르노빌이나 프리피야티에 거주하고 있던 주민들, 그리고 사고 당시 근무하던 발전소의 직원들이었으나, 사고를 수습할 당시 방사능 보호복이 화재 진압에 투입된 소방대원들에게 제대로 지급되지 않았던 탓에, 참가한 대원들 중 134명이 급성 방사성 피폭으로 확진되면서 인명피해가 걷잡을 수 없이 커졌다. 이들 중 28명은 체르노빌 사고 후 수개월 만에 사망하였고, 사고 후 24년만인 2010년에 있었던 우크라이나 정부의 공식 집계에 따르면, 초기 대응 과정에서만 56명의 사망자가 났다고 한다.
1986년에서 1987년사이에 방사능 누출 방지 작업에 투입된 226,000명의 인원들은 작업 중에 평균 130-170밀리시버트의 방사능에 노출되었고, 그 중 25,000명이 사망하였다.
체르노빌 사고로 인해 60만명에 달하는 주민들이 소련 정부에 의해 안전 지역으로 소개되었으나, 추가적인 방사능 피폭 피해자가 나올 가능성은 있다.

### 소련 핵잠수함 K-19에서의 피폭자
1961년 7월 3일, 북해 함대 훈련에 참가하기 위해 북극해 해상을 항해하던 소비에트 연방 해군 소속의 핵잠수함 K-19에서 1차 냉각계의 수압이 저하 되고, 방사능이 누출되는 사고가 발생하였다. 당시 함선에 탑승해 있던 원자로 설계 기사의 증언에 따르면 승무원들이 목숨을 걸고 보수 작업을 한 덕분에 원자로가 녹아버리는 대형 사고가 발생하지는 않았다고 한다. 그러나 사고 당시 원자로의 수리를 담당하던 승무원들 중 방사성 피폭으로 인해 사망한 이들의 숫자에 대한 통계는 밝혀진 것이 없으며, 이로 인해 현재까지도 수많은 의혹을 낳고 있다. 실은 그 이전에도 이 잠수함에 근무하던 군인들 중에서 피폭자가 많아, 병사들 사이에서 히로시마라는 별명이 붙은 바 있었다고 하며, 이 때의 피폭자들에 대한 어떠한 확실한 통계자료도 없다.

### 후쿠시마 제1 원자력 발전소 사고에서의 피폭자
2011년 3월 11일 도호쿠 지방의 대지진의 여파로 일어난 후쿠시마 제1 원자력 발전소 사고로 인해 인근의 20만명의 주민들에 대한 소개령이 내려졌다. 그러나 체르노빌 당시, 소련 정부는 최소 방사능 기준으로 1제곱미터당 55만 베크렐의 세슘이 검출된 반경 30 km의 주민들을 강제이주 시켰는데, 후쿠시마에서 40 km 떨어진 후쿠시마현 이타테촌에서 1제곱미터당 326만 베크렐의 세슘이 검출되어, 체르노빌의 6배를 기록했다. 이는 체르노빌 보다 더 최악의 사건임을 의미하는데도 불구하고, 일본 정부나 일본 언론은 6단계 사고라고 주장한다. 또한 강제이주 대상이 반경 40 km를 넘어 50 km 60 km가 될 수 있음을 의미하는데도 불구하고, 일본 정부는 아직도 30 km 주민들에게 조차 강제이주를 명령하지 않고 있어서 주민들 중에서 피폭자가 발생할 우려가 제기되어 왔다. 전문가들은 2만년은 지나야 피해 지역에 사람이 살 수 있을 것으로 보고 있다. 또 이와는 별도로, 도쿄전력의 직원들 중 50명의 인원이 자원하여, 노심의 용융을 막기 위한 작업에 들어갔으나, 이들 중 3명의 피폭이 확인되었고, 2명은 베타 선 열상을 입은 것으로 확인되었다. 이외에도 소개된 주민의 일부를 포함하여, 원자력 발전소 인근의 주민들 중에서도 우려했던 대로 피폭 사례가 나오기 시작하여, 13일 현재 22명의 피폭이 확인됐으며, 이들을 포함해 주민들 중에서의 피폭자 수는 190명에 달할 것으로 추정되고 있다.

### 스리마일 원자력 발전소 사고에 의한 피폭자
1979년 3월 28일 미국 펜실베이니아주 해리스버그 시에서 16 km 떨어진 도핀 카운티의 서스쿼해나 강 가운데 있는 스리마일섬 원자력 발전소 2호기(TMI-2)에서 노심 용해 사태가 발생해 펜실베이니아주 정부가 인근 주민들에 대한 소개령을 내리게 되었다. 임산부나 아동이 피폭되는 사태를 우려한 주 정부는 도핀 카운티의 임산부와 아동을 우선적으로 소개하였다. 그러자 주민들은 공황상태에 빠져 10만 여명이 일시에 도핀 카운티 지역에서 대피하는 소동이 벌어졌다. 그러나 조사보고서에 따르면 스리마일 발전소의 원자로를 구성하는 1m 두께의 격납 용기 덕분에 사고기간 중 발전소 부근에서 받은 공중의 피폭선량은, 자연방사선량인 100mR에도 못 미치는 양으로써 반경 16 km 이내 주민들의 방사능 노출 수준은 가슴 X선 촬영을 1∼3번 한 정도로 피해는 발생하지 않아, 국제 원자력 사건 등급(INES) 체계에 의한 등급 5로 분류되었다.
 물론, 확인되지 않은 심각한 수준의 피폭자가 발생했거나, 추후에 그런 사람들이 나올 가능성은 남아있다.

## 피폭자와 관련된 사실

### 피폭자를 지칭하는 국제적 명칭
피폭자(被爆者)의 일본어 발음인 히바쿠샤(HIBAKUSHA)는 영어로 표기하여 이제는 세계 공용어가 되었다.
즉 "영어판 위키낱말사전"을 보면 "히바쿠샤(hibakusha)"의 뜻을 다음과 같이 풀이한다.
The surviving victims of the atomic bombings of Hiroshima and Nagasaki are called hibakusha (被爆者), a Japanese word that literally translates to "explosion-affected people". Many victims were Japanese who still live in Japan, but several thousand, Japanese and non Japanese, live abroad in Korea, United States, and elsewhere.

## 같이 보기
- 캐슬 브라보
- 운명의 날 시계
- 팻 맨
- 수소폭탄
- 히로시마 평화기념공원
- 리틀 보이
- 맨해튼 계획
- 유엔 포괄적 핵실험 금지 조약 기구
- 핵무기금지조약